# Hebius vibakari
Espèce
Synonymes
- Tropidonotus vibakari Boie, 1826
- Amphiesma vibakari (Boie, 1826)
- Natrix vibakari ruthveni Van Denburgh, 1923
- Amphiesma vibakari ruthveni (Van Denburgh, 1923)
- Amphiesma vibakari danjoensis Toriba, 1986

Hebius vibakari est une espèce de serpents de la famille des Natricidae.

## Répartition
Cette espèce se rencontre :
- au Japon sur les îles de Kyūshū, de Shikoku et de Honshū ;
- dans le nord-est de la République populaire de Chine :
- en Corée du Nord ;
- en Corée du Sud ;
- en Russie dans le Kraï du Primorie, le Kraï de Khabarovsk et l'Oblast d'Amour.

## Description

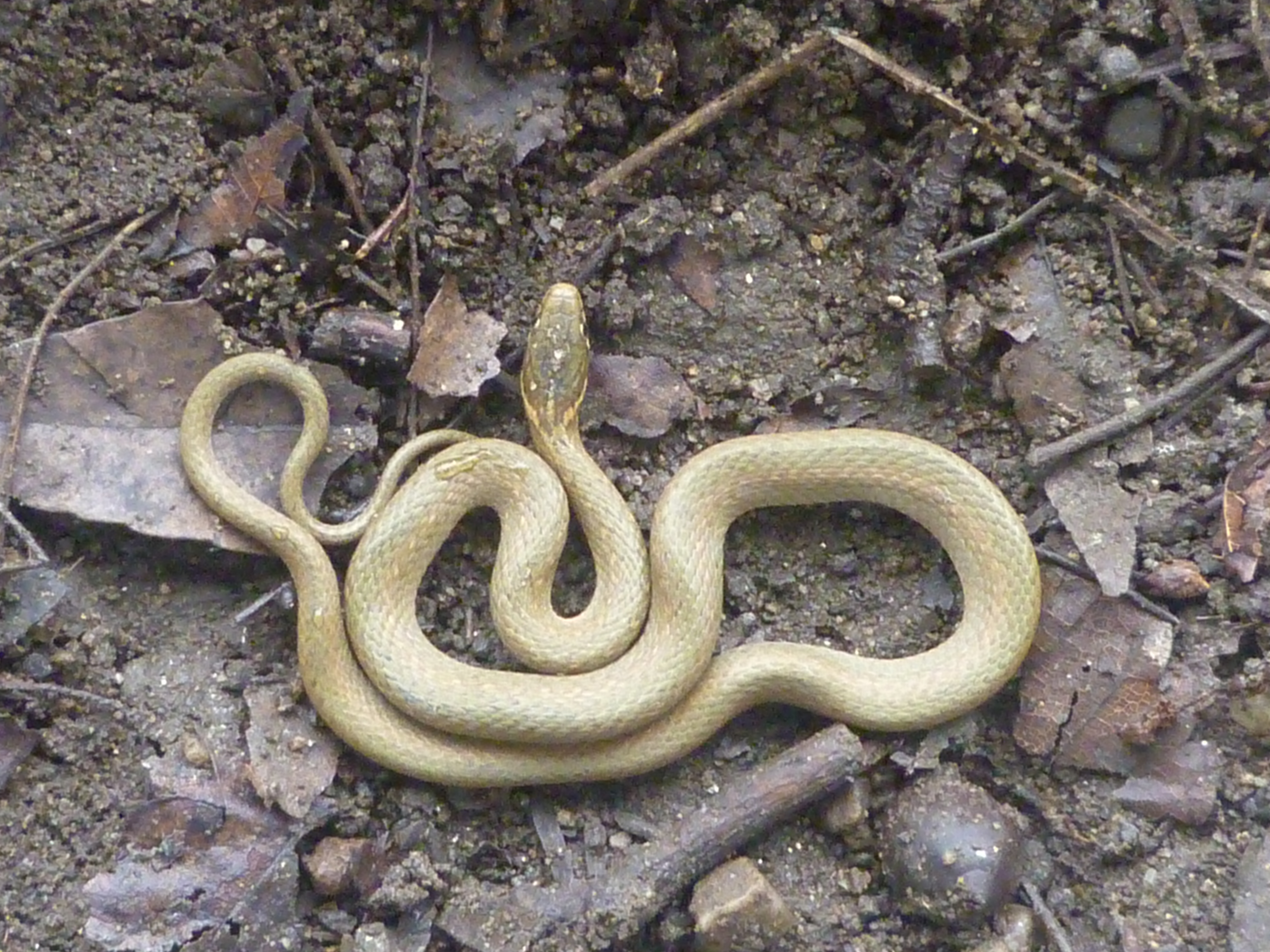
Amphiesma vibakari

C'est un serpent ovipare.

## Liste des sous-espèces
Selon The Reptile Database (11 décembre 2014) :
- Hebius vibakari danjoensis (Toriba, 1986)
- Hebius vibakari ruthveni (Van Denburgh, 1923)
- Hebius vibakari vibakari (Boie, 1826)

## Publications originales
- Boie, 1826 : Merkmale einiger japanischer Lurche. Isis von Oken, vol. 19, p. 203-216 (texte intégral).
- Toriba, 1986 : Preliminary study on the systematic status of a Danjo Islands snake. Japanese Journal of Herpetology, vol. 11, no 3, p. 124-136.
- Van Denburgh, 1923 : A new Subspecies of Watersnake (Natrix vibakari ruthveni) from Eastern Asia. Proceedings of the California Academy of Sciences, sér. 4, vol. 13, no 2, p. 3-4 (texte intégral).